# كوبا بيرنوشي 2019
كوبا بيرنوشي 2019 (بالإيطالية: Coppa Bernocchi 2019)‏ هو سباق دراجات هوائية، وهو الموسم رقم 101 من السباق، وأقيم في 15 سبتمبر 2019، وامتدّ لمسافة 198.2 كيلومتر، وهو أحد سباقات طواف أوروبا للدراجات 2019، وهو من نوع  سباق يوم واحد.
فاز فيه بالمركز الأول  فل بوهوس، وبالمركز الثاني  سيموني كونسوني، وبالمركز الثالث  Imerio Cima ‏.

## الفائزون
| الترتيب | الفائز         |
| ------- | -------------- |
| الفائز  | فل بوهوس       |
| الثاني  | سيموني كونسوني |
| الثالث  | Imerio Cima ‏   |

## وصلات خارجية
- لمحة عن سباق كوبا بيرنوشي 2019 على موقع  ProCyclingStats   (برو  سايكلنج  ستاتس) - إحصاءات  محترفي  الدراجات.
- كوبا بيرنوشي 2019 على موقع إحصائيات الدراجات الإحترافية (الإنجليزية)